# Devil May Cry (anime)
Devil May Cry – anime na podstawie serii gier o tym samym tytule autorstwa Capcomu. Pierwszy odcinek wyświetlono 14 czerwca 2007 roku w japońskiej telewizji Wowow. Cała seria składa się z 12 odcinków. W Polsce seria została wydana przez Anime Gate w wersji z polskim lektorem, którym był Maciej Gudowski.
Produkcją anime zajęło się studio Madhouse, reżyserem został Shin Itagaki. Bingo Morihashi, który pracował przy drugiej, trzeciej i czwartej części gry, również ma swój wkład w tworzeniu anime.

## Fabuła
Dante nadal prowadzi swoje przedsiębiorstwo, "Devil May Cry", będące nieustannie "pod kreską".
Akcja anime dzieje się po wydarzeniach z Devil May Cry 3 i Devil May Cry, ponieważ bohaterkami, które w miarę regularnie ukazują się w anime, są Trish i Lady. Pojawiają się dwie nowe postaci – Morrison – agent Dantego, oraz Patty Rowell – osierocona dziewczynka.

## Postaci
- Dante (jap. ダンテ)

Seiyū: Toshiyuki Morikawa 
- Patty (jap. パティ)

Seiyū: Misato Fukuen 
- Morrison (jap. モリソン)

Seiyū: Akio Ōtsuka 
- Lady (jap. レディ)

Seiyū: Fumiko Orikasa 
- Trish (jap. トリッシュ)

Seiyū: Atsuko Tanaka 
- Sid (jap. シド)

Seiyū: Nachi Nozawa 

## Produkcja
Seria została wyprodukowana przez studio Madhouse i składa się z 12 odcinków. Reżyserem tego anime został Shin Itagaki, reżyserem animacji oraz projektantem postaci był Hisashi Abe, za kompozycję odpowiadał Toshiki Inoue, który odpowiadał także za scenariusze razem z Shōtarō Sugą, Bingo Morihashim oraz Ichiro Sakakim. Muzykę skomponował rungran.

## Lista odcinków
| #  | Tytuł                               | Premiera w Japonii |
| -- | ----------------------------------- | ------------------ |
| 01 | Devil May Cry                       |                    |
| 02 | Gwiazda autostrady Highway Star     |                    |
| 03 | Bez miłości Not Love                |                    |
| 04 | Błyskawica Rolling Thunder          |                    |
| 05 | Prywatne śledztwo In Private        |                    |
| 06 | Królowa Rocka Rock Queen            |                    |
| 07 | Spełnione marzenia Wishes Come True |                    |
| 08 | Dawno, dawno temu Once Upon A Time  |                    |
| 09 | Zabójczy poker Death Poker          |                    |
| 10 | Ostatnia Obietnica The Last Promise |                    |
| 11 | Czas na pokaz Showtime!             |                    |
| 12 | Stylowo! Stylish!                   |                    |